# Donatella Mazzoleni
Donatella Mazzoleni (Firenze, 14 maggio 1943) è un'architetta e artista italiana.

## Biografia
A un anno si trasferisce a Napoli, dove il padre Francesco è docente universitario di ingegneria. Qui nel 1961, dopo la maturità al liceo classico "Umberto I", si iscrive alla Facoltà di Architettura dell’Università di Napoli. Si laurea nel 1967 discutendo una tesi “Progetto di struttura programmata: primo stadio di sviluppo di un centro di attrezzature direzionali nel comprensorio napoletano”, con i relatori Giulio De Luca e Aldo Loris Rossi. 
L'anno successivo avvia la carriera accademica presso la medesima università, ottenendo nel 1975 il primo incarico di insegnamento in composizione architettonica. Il suo orientamento verso l’architettura organica era in contrapposizione al Razionalismo italiano, prevalente in quegli anni nella scuola napoletana. È membro dell’Accademia Pontaniana dal 1982. Attiva nelle collaborazioni internazionali e nell'organizzazione di convegni, nel 1986 è stata visiting professor negli Stati Uniti presso l'Università della Carolina del Nord, a Charlotte.
Nel 1999 diventa professoressa ordinaria in progettazione architettonica e tiene corsi di Museografia, Progettazione architettonica per il Sud del Mondo, di Sviluppo del pensiero creativo in Architettura. Lascia l’università nel 2011.

## Opere

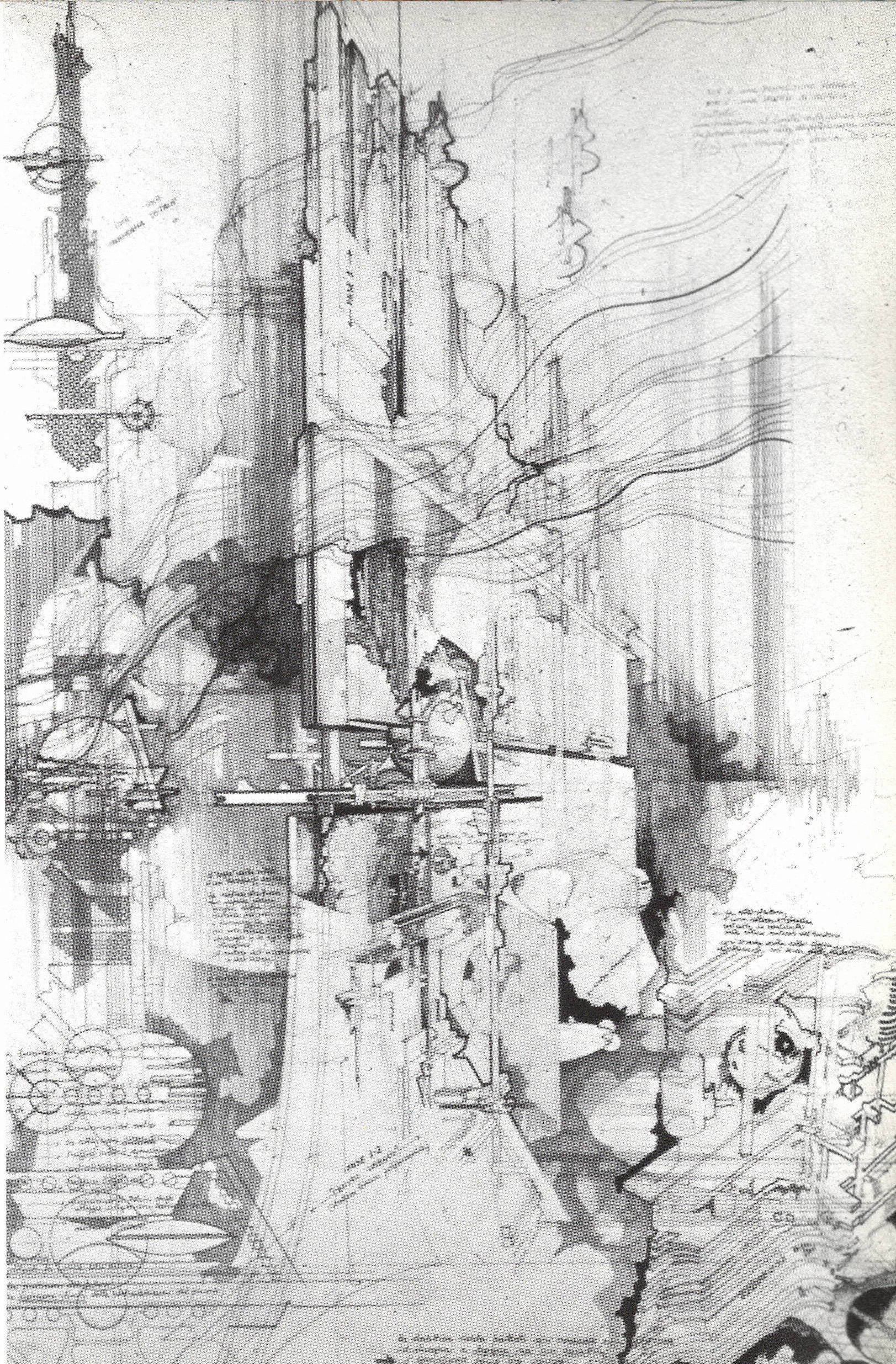
Progetto utopico Città Struttura, Materiale Abitabile (con Aldo Loris Rossi) 1969-70

Donatella Mazzoleni si è dedicata all'attività progettuale in ambiti specifici. La sua esperienza progettuale in architettura è caratterizzata dall'intreccio tra ricerca teorica e sperimentazione progettuale e comprende progetti utopici e progetti architettonici e urbani. Macchine “utopiche”, Microarchitettura, Dialoghi con l’arte, Dialoghi con la storia, Giardini (Cosmologie), Nuclei di rifondazione urbana sono le figure intorno alle quali il suo lavoro ruota con l’intenzione di salvaguardare e di custodire dell’architettura proprio l’Arché, così spesso dimenticata e rimossa a favore del lavoro di tectura.
La sua attività di ricerca in architettura nasce dall'esperienza “utopica” nell'ambito dell’Architettura radicale degli anni '60. La collaborazione professionale e il matrimonio (1967-1982) con Aldo Loris Rossi coincidono con un periodo di intense ricerche nel campo dell’architettura utopica e sperimentazioni linguistiche d’avanguardia: il progetto utopico “Città struttura, Materiale abitabile” (con Aldo Loris Rossi e la consulenza di Salvatore Di Pasquale) ottiene il “nombre d’or” al Grand Prix International d’Urbanisme et d’Architecture Construction et Urbanisme da una giuria di cui partecipavano tra altri Jacob B. Bakema, Jurgen Joedicke, Louis Kahn, Henri Lefebvre, Robert Le Ricolais, Paul Maimont, Jean Prouvé, Bruno Zevi.
Testimonianza dell’attività professionale svolta negli anni 60-70 assieme ad Aldo Loris Rossi è la Chiesa di S. Maria della Libera e SS. Redentore a Portici.
L’iniziale impronta utopica resta riconoscibile nel lavoro svolto successivamente con attenzione alla relazione arte-vita e al “significato” dei linguaggi dell’architettura.
 

L’esperienza megastrutturale viene chiusa negli anni ‘80 con una svolta verso il tema opposto della “microarchitettura”, illustrata nei libri Tessiture. Architetture dello spazio interno 1989 e Diario di lavoro 1993.

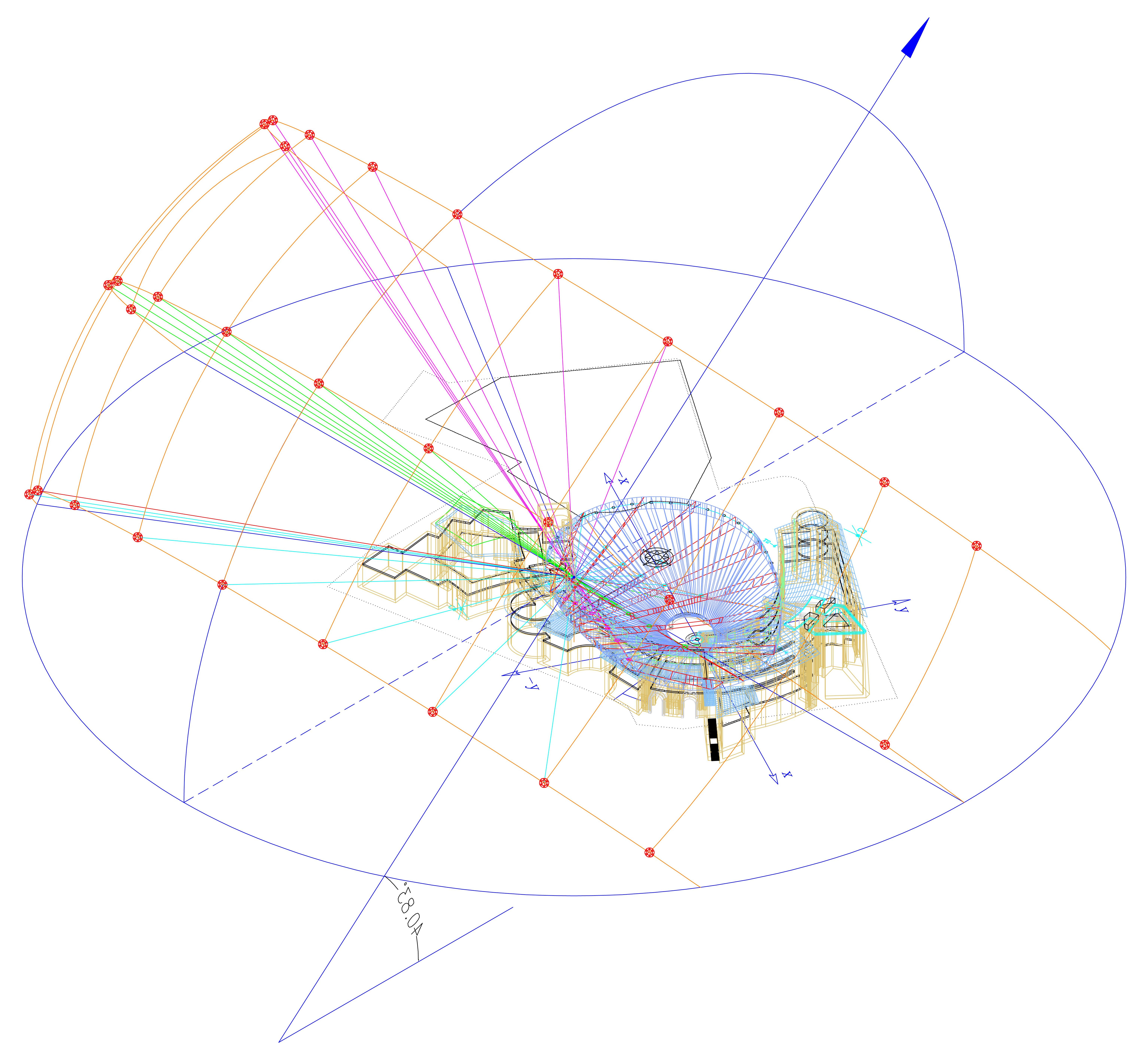
Casa Comunale e Piazza Civica. La costruzione della macchina solare Montella 1989

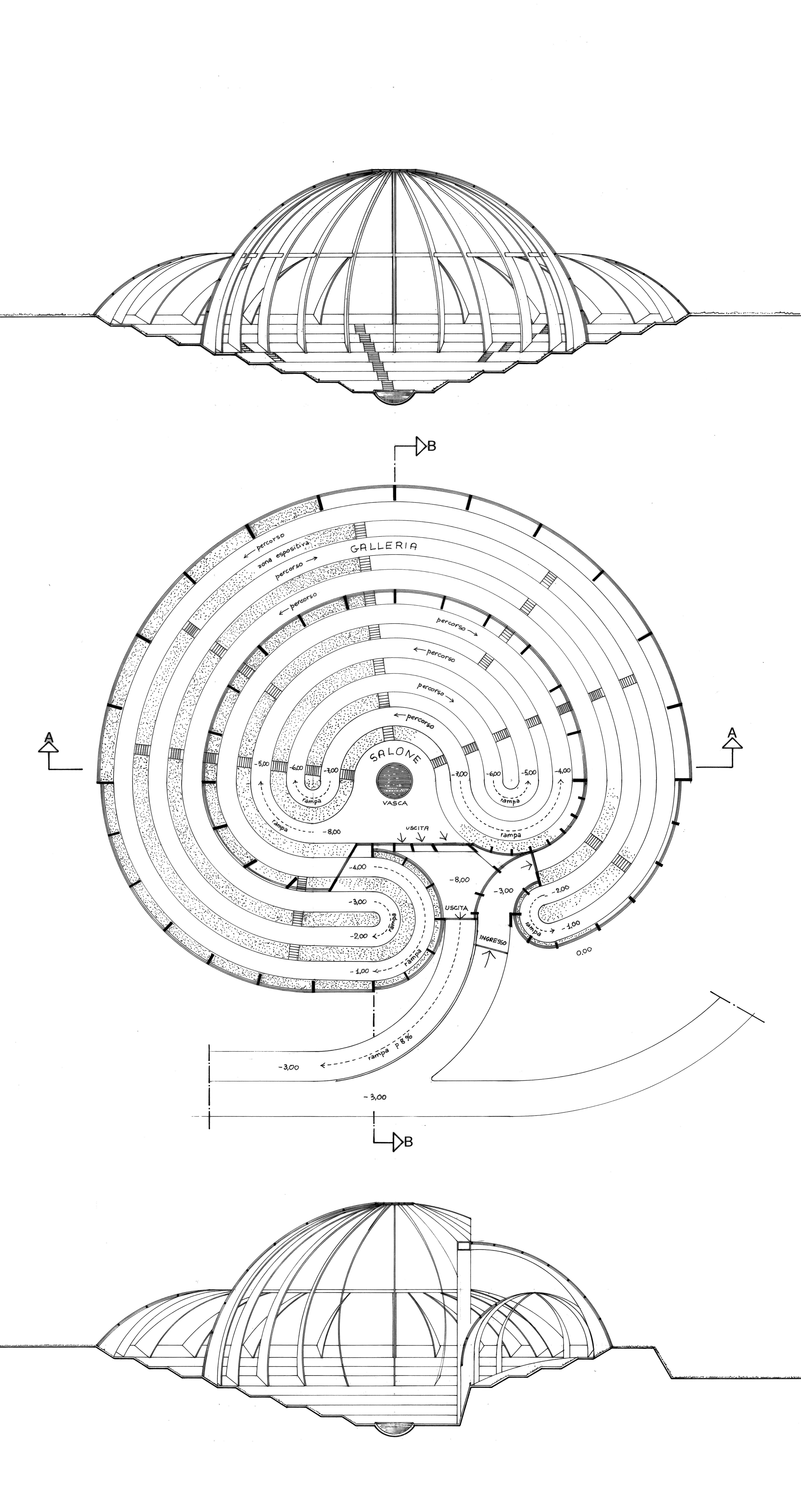
Serra Scientifica dell'Orto Botanico di Napoli 1993

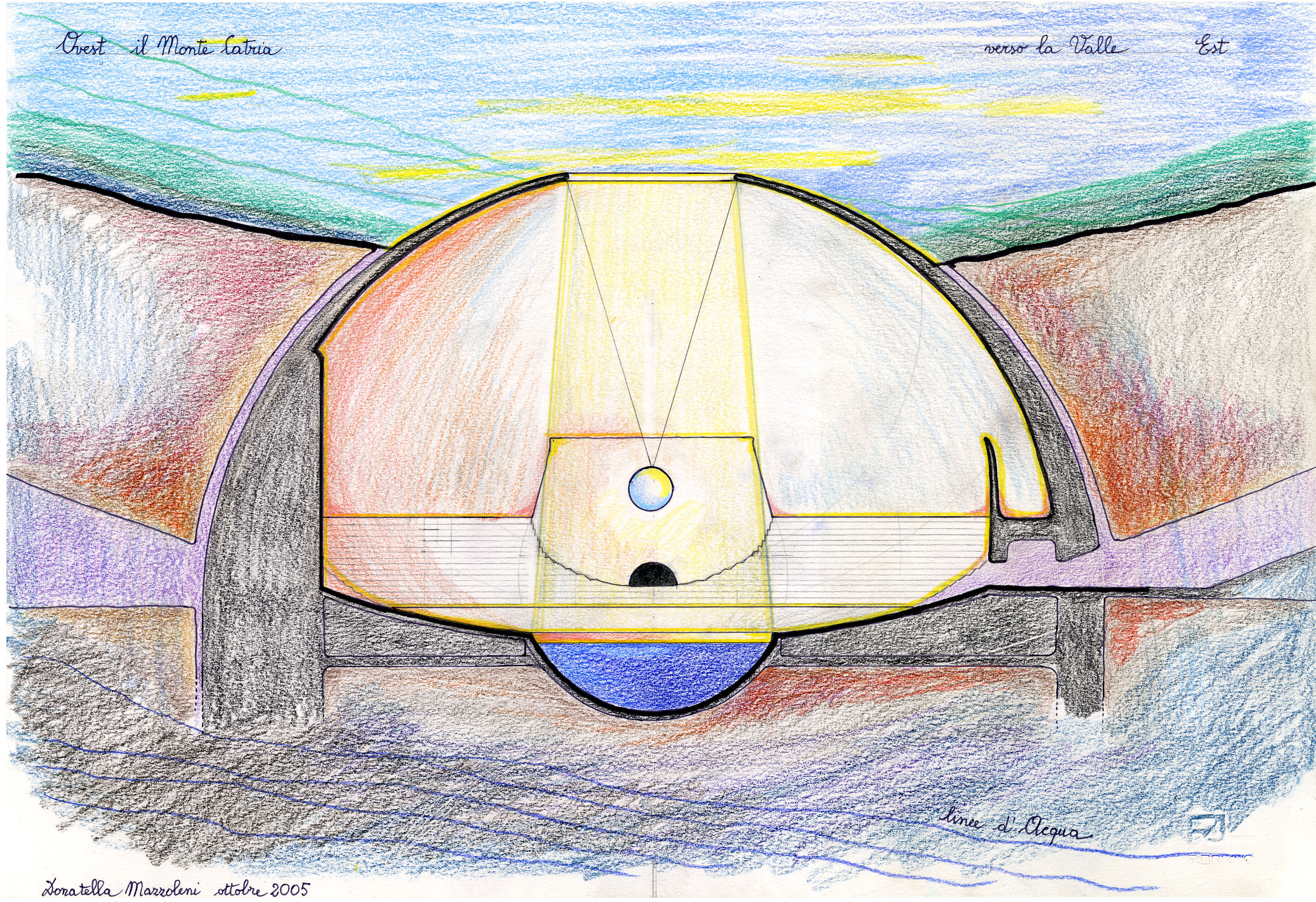
Oikos Mousikòs. Spazio per l'ascolto del silenzio. Abazia di Fonte Avellana 2005

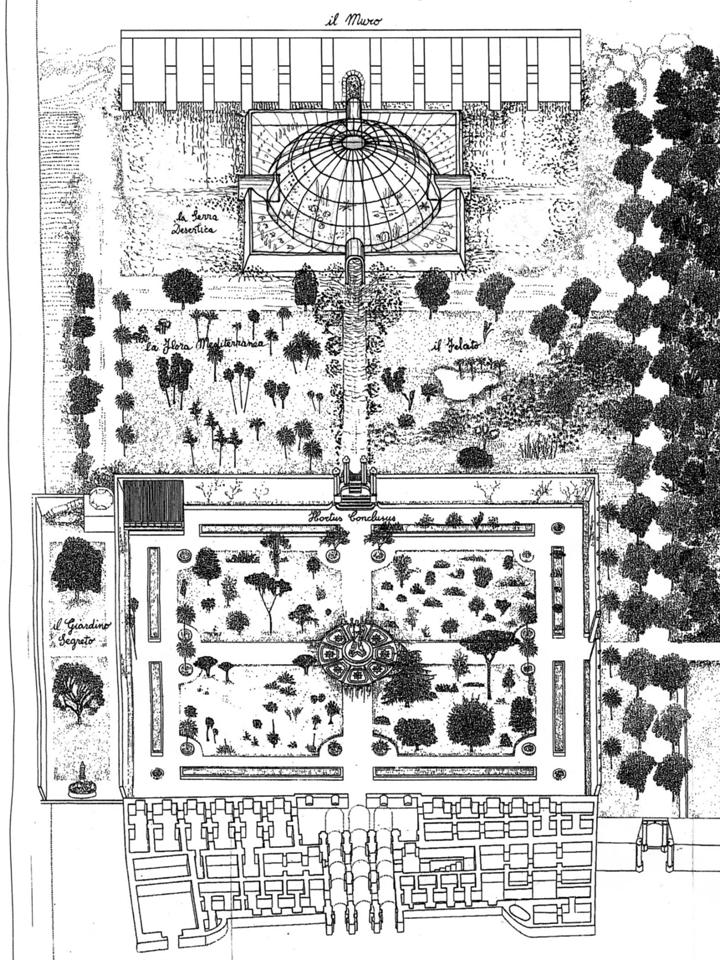
Grande Serra Desertica Orto Botanico di Portici 2013

La riflessione sul significato dell’architettura viene approfondita a molteplici livelli su più temi: il saggio "Per una simbolica dell'ambiente" 1978; i libri "Spazio e comportamento" 1974 Metapolis; "Strutture e storia di una grande città", 1983; "La città e l'immaginario" 1985.
Il lavoro progettuale viene esercitato in allestimenti di mostre d'arte in sedi monumentali e museali concepiti in relazione con l’iconologia delle opere esposte. Il lavoro progettuale si estende anche ai temi del giardino e dell’architettura del paesaggio, con particolare attenzione ai valori simbolici.
L’idea-progetto “Jardin Européen” ottiene menzione speciale per la concezione simbolica al Concorso Internazionale A.P.R.I.A. Parigi 1989. I progetti di restauro e nuove serre per l’Orto botanico di Portici (1989) e per l’Orto botanico di Napoli (1993) sviluppano temi archetipici dell’Hortus conclusus e del Labirinto.
Negli anni 80 è fra i promotori del CIU Comitato Interdisciplinare Universitario per la ricostruzione post-sismica dell’Irpinia. e nel 1989 vince il concorso nazionale per la progettazione della nuova sede del Comune di Montella (AV) con un progetto concepito come grande macchina solare, fondato sul recupero del valore cosmologico dell’identità urbana, che anticipa i temi della bioecocompatibilità ambientale.
Nel 1999 su invito dell’UNESCO partecipa con un gruppo di architette italiane e berbere al concorso “Les plazas mediteranéennes pour les femmes et la paix - concours d’architecture pour l’amenagement de la place de l’emir Abdelkader à Alger”.
Contemporaneamente continua la produzione scientifica, incentrata sull'edificio architettonico (Palazzi di Napoli, coedizione Rizzoli International, Venezia/New York 1999), e sull'approfondimento dei temi dell’immaginario architettonico: Domus. Pittura e architettura d’illusione nella casa romana, EBS Arsenale, in coedizioni francese, tedesca, americana, russa, 2004, ma anche sui temi dell’identità ambientale (Rischio sismico, paesaggio, architettura. L’Irpinia, 2005) affrontati anche nel confronto interdisciplinare e interculturale (Identità e differenze in architettura. Spazi per l’incontro multietnico, 2002; Architettura come linguaggio di pace, edizione italo-inglese-araba 2005; La città psicotica/The Psychotic City, 2016; Historic Centres and Identity. Enhancement and Restoration between Italy and Palestine. The Case of Hebron 2018).
Nel 2003 progetta la nuova Grande Serra Desertica per l’Orto Botanico di Portici in cui riprende temi dell’architettura utopica settecentesca di Boullée, Ledoux. Nel 2007 progetta il Monastero Buddhista a Pomaia.
Un nuovo filone di ricerca si apre dagli anni ’90 sui rapporti tra architettura e musica e diventa tema dominante della riflessione teorica e progettuale (Architettura e Musica, Collegium Scriptorium Fontis Avellanae, 2003; progetto di Spazio per l’ascolto del silenzio e una meditazione sul sacro per tutte le religioni, Monastero di Fonte Avellana e di sperimentazioni artistiche che porteranno a sconfinare in campi altri rispetto all'architettura (progetti di Tabulae Musicales; Tabula Musicalis Neapolitana 2005-2013; Tabula Musicalis, 2016). 
Nel 2019 lancia Omphalòs, idea di progetto per la trasformazione delle griglie di aerazione della metropolitana di Napoli in strumenti musicali urbani.

### Progetti di architettura
Progetti utopici
- Città-Struttura (con Aldo Loris Rossi) (1970)
- Giardino cosmologico per un rito laico di celebrazione della morte (1994)
- Giardino Cosmologico per il Rito della Morte in Cina (1994)
- Oikos Mousikòs. Spazio per l’ascolto del silenzio (meditazione sul sacro comune a tutte le religioni) del Monastero di Fonte Avellana (2005)

Microarchitetture
- Negozio La Bancarellina, Napoli (1986)
- Negozio Vega Baby, Napoli (1989)
- Tomba della famiglia Giannini, Santeramo in Colle (1990)

Architetture urbane
- Recupero del Rione Terra a Pozzuoli (con Aldo Loris Rossi, Ezio De Felice ed altri) (1975)
- Nuova Casa Comunale e Piazza Civica di Montella (1989-2019)
- Sistemazione del complesso delle piazze Bartoli Moscariello a Montella (1991)
- La place dédiée aux femmes et à la paix à Alger, Restructuration de la Place de l’Emir Abdelkader (su invito dell’UNESCO e del Gouvernorat du Grand Alger) (1999)
- Monastero buddhista e recupero di una cava dismessa a Pomaia (2007)
- Omphalòs, rete di strumenti musicali urbani, Napoli (2019)

Giardini e architetture del paesaggio
- Giardini sul Monte Echia, Napoli (1979)
- Parco archeologico e restauro dell'Anfiteatro romano di Aquinum (1988)
- “Jardin Européen” (Menzione Speciale per la Concezione Simbolica al Concorso Internazionale A.P.R.I.A., Paris-Dunquerke) (1989)
- Restauro e nuove serre dell'Orto botanico di Portici (1988-1992)
- Restauro e nuove serre dell'Orto botanico di Napoli (1993)
- Grande Serra Desertica per l’Orto Botanico di Portici (2004)
- Giardino pensile con orologio solare, Casa M, Napoli (2017-2020)

Edifici di cura
- Studi per uno spazio per psicoterapie di gruppo, Complesso Ospedaliero Universitario dell’Università degli Studi di Napoli Federico II nell'area di Cappella Cangiani (1981)
- Adeguamento ai criteri di biocompatibilità e architettura degli interni dell’edificio n.7 del Complesso Ospedaliero Universitario dell’Università degli Studi di Napoli Federico II nell'area di Cappella Cangiani (1996)

Allestimenti di mostre
- “Aspetti della riforma cattolica e del Concilio di Trento”, Archivio di Stato di Napoli (1968)
- “Civiltà del Settecento a Napoli”, Napoli, Museo Nazionale di Capodimonte (con Aldo Loris Rossi) (1979)
- “Leonardo e il Leonardismo a Napoli”, Napoli, Museo Nazionale di Capodimonte (1981)
- “Goethe e i suoi interlocutori”, Museo Nazionale di Palazzo Reale (Napoli) (1981)
- “Civiltà del Seicento a Napoli”, Napoli, Museo Nazionale di Capodimonte (1984)
- “Ritratti in posa”, Napoli, Museo Nazionale di Palazzo Reale (Napoli) (1991)
- “Da Vienna a Napoli in carrozza. Il viaggio di Lessing in Italia”, Museo Nazionale di Palazzo Reale (Napoli) (1991)
- “Battistello pittore di storia”, Museo Nazionale di Palazzo Reale (Napoli) (1992)

Interventi in edifici monumentali
- Altare Conciliare e sistemazione del Presbiterio, Duomo di Amalfi[14] (1993)
- Altare Conciliare e sistemazione del Presbiterio, Duomo di Ravello (1993)
- Altare Conciliare e sistemazione del Presbiterio, Chiesa di S. Maria Maddalena di Atrani (1994)
- Biblioteca di Ricerca dell’Area Umanistica dell’Università degli Studi di Napoli Federico II nel complesso di S. Antoniello a Port'Alba, Napoli (1995)

Architetture d’interni
- Studio dR, Napoli (1993)
- Casa dR, Napoli (2001-2004)
- Casa DV, Napoli (2001-2004)
- Casa M, Napoli (2004)

Negli ultimi anni la sua attività si è concentrata principalmente sull'intersezione dei linguaggi dell’architettura, delle arti e della musica. Prodotto specifico di queste ricerche sono le Tabulae Musicales, opere pittorico-plastico-musicali che intendono rappresentare i paesaggi in modo archetipico, secondo i principi della Sinestesia e della Polisemia, per mostrare l’immagine del mondo e far ascoltare il suono immaginario del mondo dei siti di fondazione delle antiche città. Il prototipo di questi lavori è la Tabula Musicalis Neapolitana (2005-2012) presentata da Aldo Masullo a Napoli al Museo e Certosa di San Martino nel 2016.
Opere d'arte

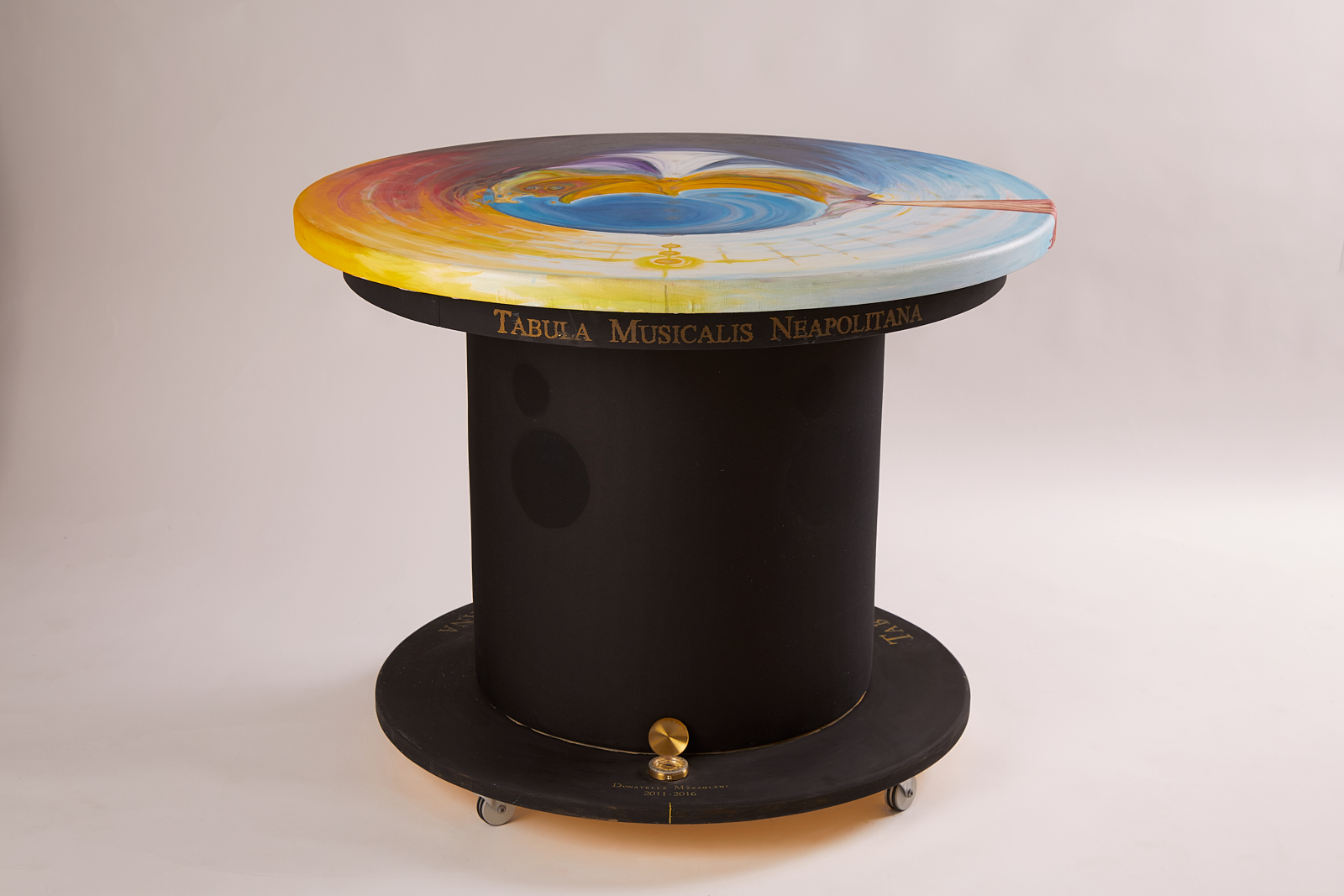
Tabula Musicalis Neapolitana 2005-2013

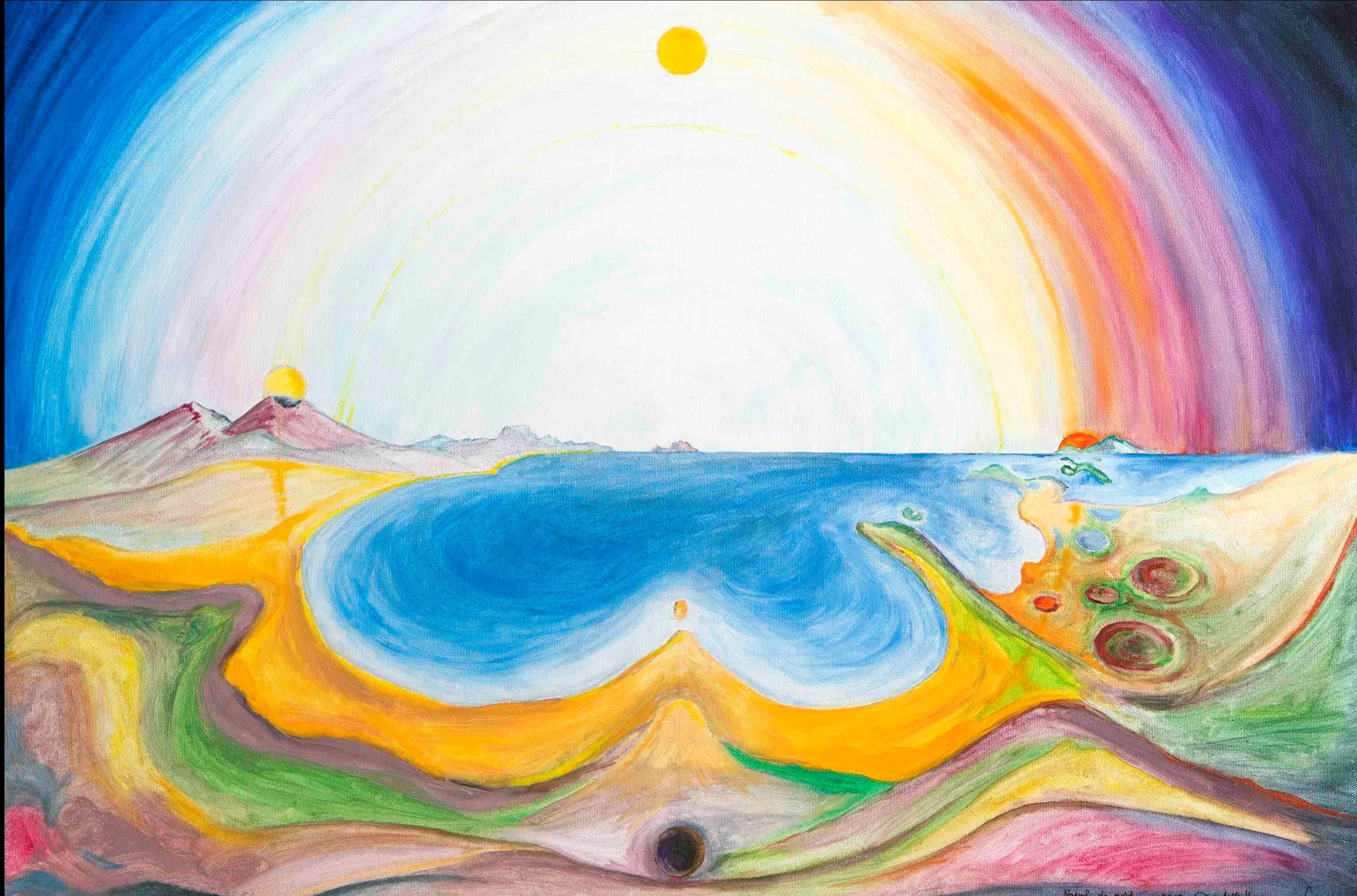
Napoli da Nord, olio su tela 2012

- Napoli da Nord olio su tela (2012)
- Tabula Musicalis Neapolitana olio su tela con apparato sonoro (2005-2013)
- Silenzio arenaria scolpita (2013)
- Sirena terracotta dipinta (2015)
- Disco solare olio su tavola (2015)
- Polittico del Nord, dell’Est, del Sud e dell’Ovest olio su tela (2017)
- Terra e Acqua olio su tela (2017)
- Nodi e labirinti serie in terracotta e rame (2018-2019)
- Il Corpo di Napoli olio su tela (2019)
- Arie serie di multipli a stampa (2018-2019)

Mostre collettive e personali
- "Construction et Humanisme", (Cannes, Palais des Festivals) (1970)
- "Expo", (Osaka) (1970)
- "France 2000", (Parigi, Les Halles) (1970)
- "Documenta 5", (Kassel) (1972)
- "La Biennale" (Venezia, Magazzini del Sale) (1978)
- "Venti progetti per il futuro del Lingotto", (Torino, Fiat Lingotto) (1984)
- "Frauen in der Architektur der Gegenwart", (Berlin,Technische Universitat) (1984)
- "Jardin européen", A.P.R.I.A.(Dunkerque, Palais des Congres); (1990)
- "The universal Garden", (Tongji University, Shanghai, R.P. China) (1995)
- "Architettura e Musica", Monastero di Fonte Avellana, Serra Sant'Abbondio (2003)
- "Tabula Musicalis", Napoli, Museo e Certosa di San Martino[16] (2016)
- "Arie", Napoli, Caffè Letterario Intramoenia (2019)

## Scritti
- Donatella Mazzoleni, Pasquale Belfiore, "Strutture e storia di una grande città", Roma, Officina Edizioni, 1983
- Donatella Mazzoleni (a cura di), "La città e l'immaginario", Roma, Officina Edizioni, 1995
- Donatella Mazzoleni, Giuseppe Anzani, "Cilento antico. I luoghi e l'immaginario", Napoli, Electa, 1993, ISBN 9788843544271
- Donatella Mazzoleni, "Castel dell’Ovo e Sant’Elmo. Napoli: il percorso delle origini", Napoli, Electa, 1995, ISBN 978-8843551910
- Donatella Mazzoleni, "Nature Architecture Diversity/Natura Architettura Diversità", Napoli, Electa, 1998, ISBN 9788843587230
- Donatella Mazzoleni, "Palazzi di Napoli", Venezia, Arsenale Editrice, 2000, ISBN 9788877432681
- Donatella Mazzoleni, "Palaces of Napoli", New York, Rizzoli International, 2000, ISBN 978-0847822164
- Donatella Mazzoleni, "Architettura e Musica", Serra S. Abbondio, Collegium Scriptorium Fontis Avellanae, 2003
- Donatella Mazzoleni, Umberto Pappalardo "Domus. Pittura e architettura d’illusione nella casa romana", Venezia, Arsenale Editrice, 2004, ISBN 9788877433060
- Donatella Mazzoleni, "Fresques des villas Romaines", Parigi, Edizioni Citadelles & Mazenot, 2004, ISBN 978-2850882043
- Donatella Mazzoleni, "Domus. Wall Painting in the Roman House", Los Angeles, The J. Paul Getty Museum, 2004 ISBN 978-0892367665
- Donatella Mazzoleni, "Pompeijsche Wandmalerei. Architektur und Illusionistische Dekoration", Monaco, Hirmer Verlag, 2004, ISBN 9 783777 424453
- Donatella Mazzoleni, Marichela Sepe, "Rischio sismico, paesaggio, architettura. L'Irpinia Napoli", Napoli, Università degli Studi di Napoli Federico II-CRdC AMRA, 2005 ISBN 9788889972021
- Donatella Mazzoleni ed altri, "Architettura come linguaggio di pace / Architecture as Language of peace", Napoli, Edizioni Intramoenia, 2005 ISBN 887421054X
- Donatella Mazzoleni (a cura di), "La pittura è premio a se stessa. Vittorio Losito, l'opera pittorica 2007-2012/Painting is the prize in itself. Vittorio Losito, the pictorial work 2007-2012", Roma, Edizioni di Storia e Letteratura, 2013 ISBN 9788863726619
- Donatella Mazzoleni, "Tabula Musicalis", Napoli, Edizioni Doppiavoce, 2016, ISBN 978 88 89972 62 5
- Antonio D’Angiò, Donatella Mazzoleni, Guelfo Margherita (a cura di), "La città Psicotica/The Psychotic City", Napoli, Guida Ed., 2016, ISBN 978 88 6866 236 3
- Ghassan J. M. Dweik, Donatella Mazzoleni, Renata Picone, "Historic Centres and Identity. Enhancement and Restoration between Italy and Palestine. The Case of Hebron", Napoli, Edizioni Arte'm, 2018 ISBN 978-88-569-0497-0

## Riconoscimenti
- Terzo premio ex aequo IV Concorso Nazionale IN/ARCH Domosic "Per un'idea architettonica", Roma (1968);
- "Nombre d'or" Grand Prix International d'Urbanisme et d'Architecture 1969/70 "Recherche pour une ville nouvelle", Cannes - Parigi, Francia (con Aldo Loris Rossi); (1970);
- Primo premio al Concorso Nazionale per il recupero del Rione Terra a Pozzuoli (con Aldo Loris Rossi, Ezio De Felice ed altri) (1975);
- Mention spéciale pour la conception symbolique au Concours International "Jardin Européen", A.P.R.I.A., Parigi, Dunkerque, France (1989);
- Primo premio al Concorso Nazionale per le nuove sedi del Comune di Montella e della Comunità Montana Terminio Cervialto, Italia (1989);
- Invito dell’UNESCO al concorso "Les plazas mediteranéennes pour les femmes et la paix - concours d’architecture pour l’amenagement de la place de l’emir Abdelkader à Alger" (1999);
- "International Professional of the Year 2005", International Biographical Centre, Cambridge U.K. (2004)